# Sakamoto Kazuya
Kazuya Sakamoto (sinh ngày 2 tháng 9 năm 1987) là một cầu thủ bóng đá người Nhật Bản.

## Sự nghiệp câu lạc bộ
Kazuya Sakamoto đã từng chơi cho Urawa Reds, Fagiano Okayama, Kamatamare Sanuki, Vonds Ichihara và Verspah Oita.